# جوزپه فورینو
جوزپه فورینو (به ایتالیایی: Giuseppe Furino) بازیکن فوتبال اهل ایتالیا است 

## تیم ملی
از سال ۱۹۷۰ میلادی عضو تیم ملی فوتبال ایتالیا بوده و در ۳ بازی ملی حضور داشته‌است. او در بازی‌های ملی‌اش گلی به ثمر نرساند.
جوزپه فورینو آخرین بازی ملی خود را در سال ۱۹۷۴ میلادی انجام داد.